# Eleições legislativas na Rússia em 2016
As Eleições Legislativas da Rússia de 2016, inicialmente esperadas para 4 de Dezembro, foram antecipadas para 16 de setembro. Estas eleições foram descritas como sendo as mais desinteressantes da história russa, com a campanha eleitoral a ser descrita como "aborrecida". 
A participação eleitoral foi a mais baixa de sempre em eleições legislativas russas, com pouco mais de 47% de participação. Na capital Moscovo, a participação foi de apenas 28%.
O partido de Vladimir Putin, Rússia Unida, venceu de forma confortável as eleições ao conseguir 55% dos votos e obter uma super maioria parlamentar, algo que lhe permitia alterar a constituição russa sem a necessidade de acordos com outros partidos.
Houve vários relatos de fraude eleitoral, com variadas acusações desde de oficiais de mesas de voto a encheram as urnas eleitoral, resultados anómalos em várias regiões ou o número de votos superior ao número de eleitores. 

## Principais partidos
| Partidos | Partidos                  | Líder               | Ideologia              | Espectro        | Deputados |
| -------- | ------------------------- | ------------------- | ---------------------- | --------------- | --------- |
|          | Rússia Unida              | Dmitri Medvedev     | Putinismo              | Centro          | 238 / 450 |
|          | Partido Comunista         | Gennady Zyuganov    | Comunismo              | Esquerda        | 92 / 450  |
|          | Rússia Justa              | Sergey Mironov      | Socialismo democrático | Centro-esquerda | 64 / 450  |
|          | Partido Liberal Democrata | Vladímir Jirinóvski | Ultranacionalismo      | Extrema-direita | 56 / 450  |

## Antevisão Eleitoral
Ao contrário das eleições em 2011, que, estiveram em grande polémica, com acusações de fraude, na vitória da Rússia Unida, a que sucedeu, meses de protestos e manifestações, nestas eleições, não são esperadas grandes polémicas ou surpresas.
Apesar do declínio de apoio em 2012 e, apesar das sanções internacionais, o partido do poder, Rússia Unida e, acima de tudo, o presidente Vladimir Putin, recuperaram, a partir de 2014, popularidade, chegando a atingir 87% de aprovação, segundo sondagens efectuadas.
Apesar do elevado número de partidos inscritos, espera-se que o resultados das eleições mantenham o cenário actual, com a Rússia Unida a manter a maioria absoluta e, tendo, como oposição, partidos fiéis às políticas do Kremlin.

## Resultados Oficiais

### Método Proporcional
| Partido                     | Partido                                     | Votos       | %               | +/-    | Deputados |
| --------------------------- | ------------------------------------------- | ----------- | --------------- | ------ | --------- |
|                             | Rússia Unida                                | 28 527 828  | 55,23 / 100,00  | 5,13   | 140 / 225 |
|                             | Partido Comunista da Federação Russa        | 7 019 752   | 13,59 / 100,00  | 5,91   | 35 / 225  |
|                             | Partido Liberal Democrata da Rússia         | 6 917 063   | 13,14 / 100,00  | 1,53   | 34 / 225  |
|                             | Rússia Justa                                | 3 275 053   | 6,22 / 100,00   | 7,11   | 16 / 225  |
| Barreira Eleitoral de 5,00% |                                             |             |                 |        |           |
|                             | Comunistas da Rússia                        | 1 192 595   | 2,31 / 100,00   | Novo   | 0 / 225   |
|                             | Yabloko                                     | 1 051 335   | 2,04 / 100,00   | 1,45   | 0 / 225   |
|                             | Partido Russo dos Pensionistas pela Justiça | 910 848     | 1,76 / 100,00   | Novo   | 0 / 225   |
|                             | Rodina                                      | 792 226     | 1,53 / 100,00   | Novo   | 0 / 225   |
|                             | Partido do Crescimento                      | 679 030     | 1,31 / 100,00   | Novo   | 0 / 225   |
|                             | Outros (com menos de 1,00%)                 | 1 283 523   | 2,45 / 100,00   |        | 0 / 225   |
| Votos Inválidos             | Votos Inválidos                             | 982 596     |                 |        |           |
| Total                       | Total                                       | 52 631 849  | 100,00 / 100,00 |        | 225 / 225 |
| Eleitorado/Participação     | Eleitorado/Participação                     | 110 061 200 | 47,82 / 100,00  | 12,22  |           |
| Fonte                       | Fonte                                       | [ 10 ]      | [ 10 ]          | [ 10 ] | [ 10 ]    |

### Método Uninominal
| Partido                 | Partido                              | Votos       | %               | Deputados |
| ----------------------- | ------------------------------------ | ----------- | --------------- | --------- |
|                         | Rússia Unida                         | 25 162 770  | 50,12 / 100,00  | 203 / 225 |
|                         | Partido Comunista da Federação Russa | 6 492 145   | 12,93 / 100,00  | 7 / 225   |
|                         | Partido Liberal Democrata da Rússia  | 5 064 794   | 10,09 / 100,00  | 5 / 225   |
|                         | Rússia Justa                         | 5 017 645   | 10,00 / 100,00  | 7 / 225   |
|                         | Comunistas da Rússia                 | 1 847 824   | 3,68 / 100,00   | 0 / 225   |
|                         | Yabloko                              | 1 323 793   | 2,64 / 100,00   | 0 / 225   |
|                         | Rodina                               | 1 241 642   | 2,47 / 100,00   | 1 / 225   |
|                         | Partido do Crescimento               | 1 171 259   | 2,33 / 100,00   | 0 / 225   |
|                         | Os Verdes                            | 770 076     | 1,53 / 100,00   | 0 / 225   |
|                         | Patriotas da Rússia                  | 704 197     | 1,40 / 100,00   | 0 / 225   |
|                         | Partido Popular pela Liberdade       | 530 862     | 1,06 / 100,00   | 0 / 225   |
|                         | Plataforma Cívica                    | 364 100     | 0,73 / 100,00   | 1 / 225   |
|                         | Candidatos Independentes             | 429 051     | 0,85 / 100,00   | 1 / 225   |
|                         | Outros (com menos de 1,00%)          | 79 922      | 0,16 / 100,00   | 0 / 225   |
| Votos Inválidos         | Votos Inválidos                      | 1 767 725   |                 |           |
| Total                   | Total                                | 51 967 805  | 100,00 / 100,00 | 225 / 225 |
| Eleitorado/Participação | Eleitorado/Participação              | 110 061 200 | 47,40 / 100,00  |           |
| Fonte                   | Fonte                                | [ 10 ]      | [ 10 ]          | [ 10 ]    |

### Total de Deputados
| Partido | Partido                              | Total     | Total  |
| Partido | Partido                              | Deputados | +/-    |
| ------- | ------------------------------------ | --------- | ------ |
|         | Rússia Unida                         | 343 / 450 | 105    |
|         | Partido Comunista da Federação Russa | 42 / 450  | 50     |
|         | Partido Liberal Democrata da Rússia  | 39 / 450  | 17     |
|         | Rússia Justa                         | 23 / 450  | 41     |
|         | Rodina                               | 1 / 450   | Novo   |
|         | Plataforma Cívica                    | 1 / 450   | Novo   |
|         | Independentes                        | 1 / 450   | Novo   |
| Total   | Total                                | 450 / 450 |        |
| Fonte   | Fonte                                | [ 10 ]    | [ 10 ] |

## Ligações Externas
- Eleições russas: resumo e uma análise pós eleitoral